# Defileul Crișului Repede - Valea Iadului
Defileul Crișului Repede - Valea Iadului este o arie protejată (arie de protecție specială avifaunistică — SPA) din România întinsă pe o suprafață de 17.162,4 ha, integral pe uscat.

## Localizare
Situl se întinde pe teritoriile administrative ale județelor Bihor (Borod, Bratca, Budureasa, Bulz, Căbești, Curățele, Măgești, Șuncuiuș, Vadu Crișului) și Cluj (Poieni). Centrul sitului Defileul Crișului Repede - Valea Iadului este situat la coordonatele 46°51′30″N 22°35′34″E / 46.858208°N 22.592783°E.

## Înființare
Situl Defileul Crișului Repede - Valea Iadului (ROSPA0115) a fost declarat arie de protecție specială avifaunistică în octombrie 2011 pentru a proteja 25 de specii de animale. Situl se suprapune ce aria naturală Defileul Crișului Repede.

## Biodiversitate
Situată în ecoregiunile alpină și continentală, aria protejată nu include niciun habitat protejat.
La baza desemnării sitului se află mai multe specii protejate de  păsări (25): fluierar de munte (Actitis hypoleucos), minunița (Aegolius funereus), ciocârlie-de-câmp (Alauda arvensis), pescăruș albastru (Alcedo atthis), fâsă de pădure (Anthus trivialis), acvilă de munte (Aquila chrysaetos), cocoșul de mesteacăn (Bonasa bonasia), buha (Bubo bubo), șorecarul comun (Buteo buteo), cristeiul de câmp (Crex crex), ciocănitoare cu spate alb (Dendrocopos leucotos), ciocănitoarea de stejar (Dendrocopos medius), ciocănitoare neagră (Dryocopus martius), presură sură (Emberiza calandra), șoimul rândunelelor (Falco subbuteo), muscar-gulerat (Ficedula albicollis), muscar (Ficedula parva), ciuvică (Glaucidium passerinum), sfrâncioc roșiatic (Lanius collurio), ciocârlie de pădure (Lullula arborea), filomelă (Luscinia luscinia), viespar (Pernis apivorus), ciocănitoare verzuie (Picus canus), huhurezul mic (Strix uralensis), Tachymarptis melba.